# Neuropeptidi
Neuropeptidi su kemijske supstance veće molekulske mase, koje sporo djeluju, ali izazivaju dugotrajne promjene u živčanom sustavu. Oni se ne sintetiziraju u presinaptičkom završetku već u tijelu neurona i aktivno prolaze duž aksona do živčanog završetka. Dosad je otkriveno više od 100 vrsta neuroaktivnih peptida.

## Djelovanje
Nuropeptidi neurone mogu i ekscitirati i inhibirati, ali
najčešće djeluju modulacijski. Neki su otprije poznati kao hormoni u drugim vrstama tkiva ili kao peptidi neurosekrecijskih stanica. Utvrđeno je i da neki od njih sudjeluju u modulaciji prijenosa osjetilnih informacija (posebno boli) i emocionalnih stanja, ili u reakcijama što su izazvane stresom.

## Metabolizam
Sinteza neuropeptida se odvija isključivo u tijelu neurona bez amplifikacije. Iz tog razloga neuroni tijekom sinaptičke signalizacije nastoje neuropeptide što učinkovitije iskoristiti. Zato većina peptidnih receptora neuropeptide veže s vrlo visokim afinitetom. Oslobađanje neuropeptida egzocitozom mogu potaknuti samo specifični obrasci stimulacije.

## Podjela
Neuropeptide razvrstavamo u nekoliko velikih obitelji, a za mnoge od njih već su otkriveni razni receptori u mozgu.
Pro-opiomelanokortin:
- ACTH
- β-lipotropin
- γ-lipotropin
- α-MSH
- β-MSH
- α-endorfin
- β-endorfin
- γ-endorfin

Pro-encefalin:
- Met-encefalin
- Leu-encefalin

Pro-dinorfin:
- dinorfin-A
- dinorfin-B
- α-neoendorfin
- β-neoendorfin

Tahikinini:
- tvar P
- tvar K (neurokinin A)
- neuromedin K (neurokinin B)

Crijevno-moždani peptidi:
- kolecistokinin (CCK-33, CCK-8)
- neuropeptid Y (NPY)
- vazoaktivni intestinalni polipeptid (VIP)
- gastrin

Hormoni hipotalamusa:
- kortikoliberin (CRF)
- melanoliberin (MRF)
- melanostatin (MIF)
- foliberin (FSH-RF)
- luliberin (LH-RF)
- tiroliberin (TRF)
- somatoliberin (GH-RF)
- somatostatin (SRIF)
- oksitocin (OXT)
- vazopresin (antidiuretski hormon ili ADH)

Ostali:
- neurotenzin
- bombezin
- galanin